# João Ernesto IV, Duque de Saxe-Coburgo-Saalfeld
João Ernesto de Saxe-Coburgo-Saalfeld (22 de agosto de 1658 - 17 de fevereiro de 1729) foi um duque do estado de Saxe-Coburgo-Saalfeld.

## Biografia
Era o décimo filho, mas sétimo a chegar à idade adulta do duque Ernesto I de Saxe-Gota e da duquesa Isabel Sofia de Saxe-Altemburgo.
Após a morte do seu pai em 1675, João Ernesto inicialmente governou o ducado de Saxe-Gota-Altemburgo em conjunto com os seus seis irmãos mais velhos, como ditava o testamento do seu pai. Contudo, em 1680, os irmãos concluíram um tratado que dividia os territórios do pai e João Ernesto tornou-se duque de Saxe-Saalfeld com as cidades de Gräfenthal, Probstzella e Pössneck. Uma vez que era o irmão mais novo, ficou com menos território. João Ernesto e o seu irmão Ernesto ficaram rapidamente numa situação financeira complicada devido ao resultado da partição (o rendimento do seu irmão mais velho, Frederico, era muito maior do que os seus) e ambos decidiram protestar. Nos anos que se seguiram, a controvérsia continuou e aumentou uma vez que três dos seus irmãos mais velhos, Alberto de Saxe-Coburgo, Henrique de Saxe-Römhild e Cristiano de Saxe-Eisenberg, morreram sem deixar descendentes. Após a morte dos irmãos, João Ernesto ficou com Coburgo (em 1699) e 5/12 de Themar (em 1714).
O "Coburg-Eisenberg-Römhilder Erbstreit" ficou finalmente resolvido (depois de o sacro-imperador intervir e arbitrar o conflito diversas vezes) em 1735, seis anos depois da morte de João Ernesto. Os seus descendentes ficaram com Coburgo. A decisão foi aceite de forma geral, principalmente pelos descendentes do seu irmão mais velho, Bernardo, que também tinham reclamado Coburgo.

## Casamentos e descendência
João Ernesto casou-se pela primeira vez a 18 de Fevereiro de 1680, em Merseburgo, com a duquesa Sofia Edviges de Saxe-Merseburgo, filha do duque Cristiano I de Saxe-Merseburgo. Tiveram cinco filhos:
1. Cristiana Sofia de Saxe-Coburgo-Saalfeld (14 de junho de 1681 – 3 de junho de 1697), morreu aos treze anos de idade.
2. Filha natimorta (nascida e morta a 6 de maio de 1682).
3. Cristiano Ernesto II de Saxe-Coburgo-Saalfeld (18 de agosto de 1683 – 4 de setembro de 1745), casado com Christiane Fredericka de Koss; sem descendência.
4. Carlota Guilhermina de Saxe-Coburgo-Saalfeld (4 de maio de 1685 – 5 de abril de 1767), casada com o conde Filipe Ricardo de Hanau-Münzenberg; sem descendência.
5. Filho natimorto (2 de agosto de 1686).

Sofia Edviges morreu ao dar à luz o seu último filho, um bebé que nasceu morto, em 1686. Quatro anos depois, a 2 de Dezembro de 1690, em Maastricht, João Ernesto voltou a casar-se, desta vez com a condessa Carlota Joana de Waldeck-Wildungen. Juntos tiveram oito filhos:
1. Guilherme Frederico de Saxe-Coburgo-Saalfeld (16 de agosto de 1691 – 28 de julho de 1720), morreu aos vinte-e-oito anos de idade solteiro e sem descendência.
2. Carlos Ernesto de Saxe-Coburgo-Saalfeld (12 de setembro de 1692 – 30 de dezembro de 1720), morreu aos vinte-e-oito anos de idade, solteiro e sem descendência.
3. Sofia Guilhermina de Saxe-Coburgo-Saalfeld (9 de agosto de 1693 – 4 de dezembro de 1727), casada com o príncipe Frederico António de Schwarzburg-Rudolstadt; com descendência.
4. Henriqueta Albertina de Saxe-Coburgo-Saalfeld (8 de julho de 1694 – 1 de abril de 1695), morreu aos oito meses de idade.
5. Luísa Emília de Saxe-Coburgo-Saalfeld (24 de agosto de 1695 – 21 de agosto de 1713), morreu aos dezassete anos de idade, solteira e sem descendência.
6. Carlota de Saxe-Coburgo-Saalfeld (30 de outubro de 1696 – 2 de novembro de 1696), morreu com três dias de idade.
7. Francisco Josias de Saxe-Coburgo-Saalfeld (25 de setembro de 1697 – 16 de setembro de 1764), casado com a princesa Ana Sofia de Schwarzburg-Rudolstadt; com descendência.
8. Henriqueta Albertina de Saxe-Coburgo-Saalfeld (20 de novembro de 1698 – 5 de fevereiro de 1728), morreu aos vinte-e-nove anos de idade, solteira e sem descendência.

## Genealogia
| João Ernesto IV de Saxe-Coburgo-Saalfeld | Pai: Ernesto I de Saxe-Gota          | Avô paterno: João II, Duque de Saxe-Weimar    | Bisavô paterno: João Guilherme, Duque de Saxe-Weimar     |
| João Ernesto IV de Saxe-Coburgo-Saalfeld | Pai: Ernesto I de Saxe-Gota          | Avô paterno: João II, Duque de Saxe-Weimar    | Bisavó paterna: Doroteia Susana do Palatinado-Simmern    |
| João Ernesto IV de Saxe-Coburgo-Saalfeld | Pai: Ernesto I de Saxe-Gota          | Avó paterna: Doroteia Maria de Anhalt         | Bisavô paterno: Joaquim Ernesto, Príncipe de Anhalt      |
| João Ernesto IV de Saxe-Coburgo-Saalfeld | Pai: Ernesto I de Saxe-Gota          | Avó paterna: Doroteia Maria de Anhalt         | Bisavó paterna: Leonor de Württemberg                    |
| João Ernesto IV de Saxe-Coburgo-Saalfeld | Mãe: Isabel Sofia de Saxe-Altemburgo | Avô materno: Isabel de Brunswick-Wolfenbüttel | Bisavô materno: Henrique Júlio de Brunswick-Wolfenbüttel |
| João Ernesto IV de Saxe-Coburgo-Saalfeld | Mãe: Isabel Sofia de Saxe-Altemburgo | Avô materno: Isabel de Brunswick-Wolfenbüttel | Bisavó materna: Isabel da Dinamarca                      |
| João Ernesto IV de Saxe-Coburgo-Saalfeld | Mãe: Isabel Sofia de Saxe-Altemburgo | Avó materna: João Filipe de Saxe-Altemburgo   | Bisavô materno: Frederico Guilherme I de Saxe-Weimar     |
| João Ernesto IV de Saxe-Coburgo-Saalfeld | Mãe: Isabel Sofia de Saxe-Altemburgo | Avó materna: João Filipe de Saxe-Altemburgo   | Bisavó materna: Maria Ana de Neuburg                     |